# Lingua hassaniyya
La ḥassāniyya (o, secondo altre traslitterazioni, hassanya, hasaniyya, hassaniya, ḥassānīya, assanya, in arabo الحسانية‎?), o ḥassānī, arabo mauritano o mauro, o localmente klâm hassân «parlata dei Banu Hassan», klâm el-bidhân «parlata dei Bianchi», è un dialetto arabo parlato in Mauritania, nel Sahara Occidentale, nel sud del Marocco (Guelmim, Assa, nei Mhamid el Ghizlane (in arabo محاميد الغزلان‎?, Maḥāmid al-Ghizlān), Tarfaya, nel deserto algerino, nel Senegal e nell'estremo settentrione del Mali e del Niger.
Al 2022, la lingua hassaniyya è parlata da 4,9 milioni di parlanti totali.
In questa ampia area geografica essa costituisce la lingua materna di una popolazione di tipo mauro, in maggioranza araba o arabizzata.
In origine dialetto dei beduini del clan dei Banū Ḥassān, essa è fortemente influenzata dall'arabo letterale, dalla lingua zenaga (lingua berbera della Mauritania), come pure dalle lingue niger-kordofaniane con le quali è in contatto, fra cui il wolof e il soninké.